# Ivica Pančić
Ivica Pančić (Vukovar, 31. siječnja 1968.) hrvatski je političar.

## Životopis
Djetinjstvo je proveo u rodnom Vukovaru u kojem završava osnovnu školu, a srednjoškolsko obrazovanje završava u Osijeku. Diplomirao je na Fakultetu političkih znanosti u Zagrebu. Na istom fakultetu nastavlja školovanje na poslijediplomskom studiju međunarodnih političkih odnosa nakon kojeg 2005. godine stječe diplomu magistra političkih znanosti, a 2012. godine brani doktorsku disertaciju s temom "Uloga stranaka sljednica Saveza komunista u stvaranju nacionalnih država na prostoru bivše Jugoslavije".[nedostaje izvor]
Od 2001. do 2003. godine bio je Ministar hrvatskih branitelja iz Domovinskog rata u 7. Vladi Republike Hrvatske te od 2002. do 2003. u 8. Vladi Republike Hrvatske.  Kao zastupnik u 5. saziv Hrvatskoga sabora izabran je na listi Socijaldemokratske partije Hrvatske i LIBRA-e te je bio član Saborskog odbora za ratne veterane i Saborskog odbora za iseljeništvo. U 6. sazivu Hrvatskog sabora izabran je na listi Socijaldemokratke partije Hrvatske. Prestao biti članom Socijaldemokratske partije Hrvatske 11. siječnja 2010., a mandat je nastavio obnašati kao nezavisni zastupnik. Dana 22. rujna 2010. prestao biti nezavisni zastupnik, a mandat je nastavio obnašati kao član Hrvatskih socijaldemokrata. Obnašao je funkcije predsjednika Nadzornog odbora IPK Osijek dioničko društvo za poljoprivredu, prehrambenu industriju i trgovinu u razdoblju od 2000. do 2004. te zamjenika predsjednika Nadzornog odbora IPK Tvornica šečera Osijek društvo s ograničenom odgovornošću u razdoblju od 2002. do 2004. Od 2012. radi u Gradskoj upravi Grada Zagreba u kojoj vodi Povjerenstva Grada Zagreba za obilježavanje 100. godišnjice početka Prvog svjetskog rata. U sklopu obilježavanja uređen je i obnovljen dio groblja u Glibivci u Ivano-Frankivskoj oblasti u Ukrajini, a na grobovima pokopanih hrvatskih vojnika u Prvom svjetskom ratu postavljeni su križevi i spomenik sačuvan iz tog vremena.